# 기마랑이스
기마랑이스(포르투갈어: Guimarães)는 포르투갈 북동부의 브라가 현에 있는 역사적인 도시로 포르투갈의 국가 형성 시기에 중요한 역할을 하였다. 중세부터 현재까지의 건물이 잘 어우러져 독특한 풍경을 형성하고 있다.

## 역사
포르투갈 왕국의 전신인 포르투갈 백국의 수도이자, 포르투갈 왕국의 초대 국왕인 아폰수 엔히크스의 탄생지로 알려져, '요람의 도시'이라는 별명을 갖고 있다.
1128년 기마랑이스 인근에서 벌어진 마메드 전투에서 아폰수 엔히크스가 자신의 어머니 테레사 포르투갈 백작부인과 싸워 승리한 후, 스스로 포르투갈 공작에 오른 후 헤콩키스타의 필요성으로 인해 1129년 수도를 코임브라로 옮기게 된다.

## 기마랑이스 역사지구
2001년 유네스코(UNESCO)에서 세계문화유산으로 지정되었다. 중세 정착지가 도시로 발달되었고 중세부터 현재까지의 건물이 잘 어우러져 있다. 15∼19세기의 건축물이 많다. 중세시대 성과 로마네스크 양식의 교회, 18세기의 아름다운 집들, 르네상스 양식의 분수, 바로크 양식의 교회와 수도원 등 풍부한 문화적 유산이 남아있다.

## 인구

기마랑이스 - Guimarães
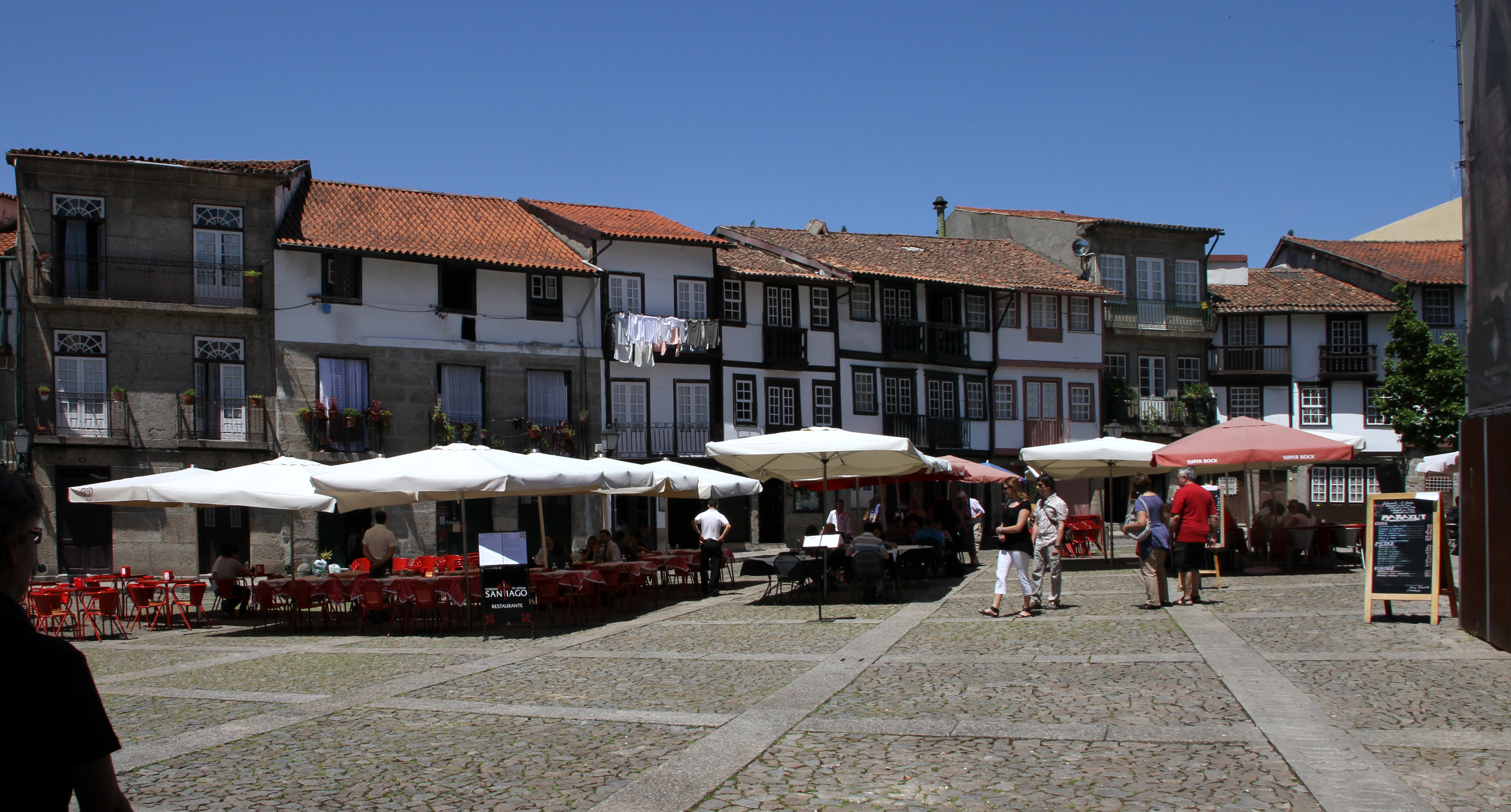
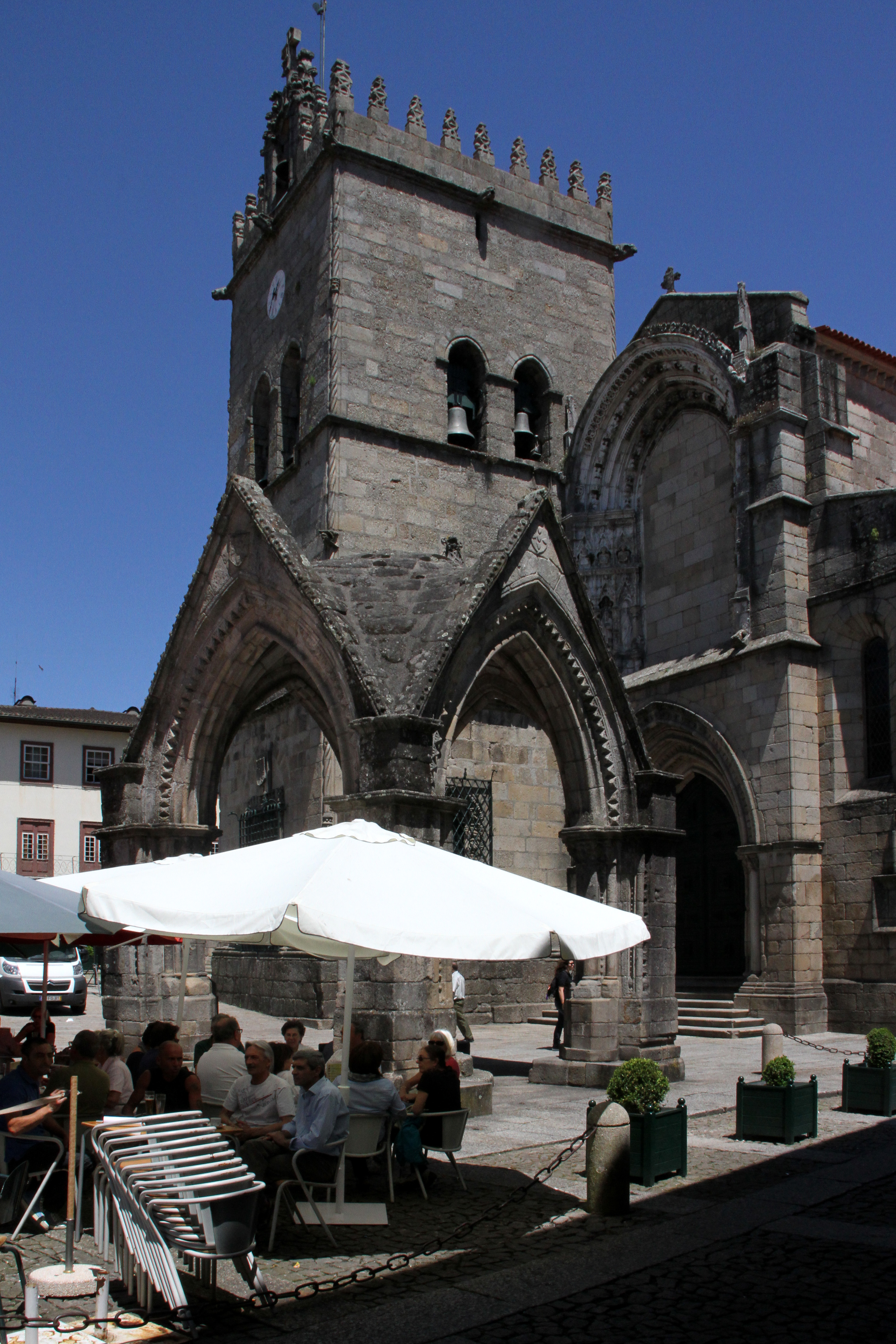
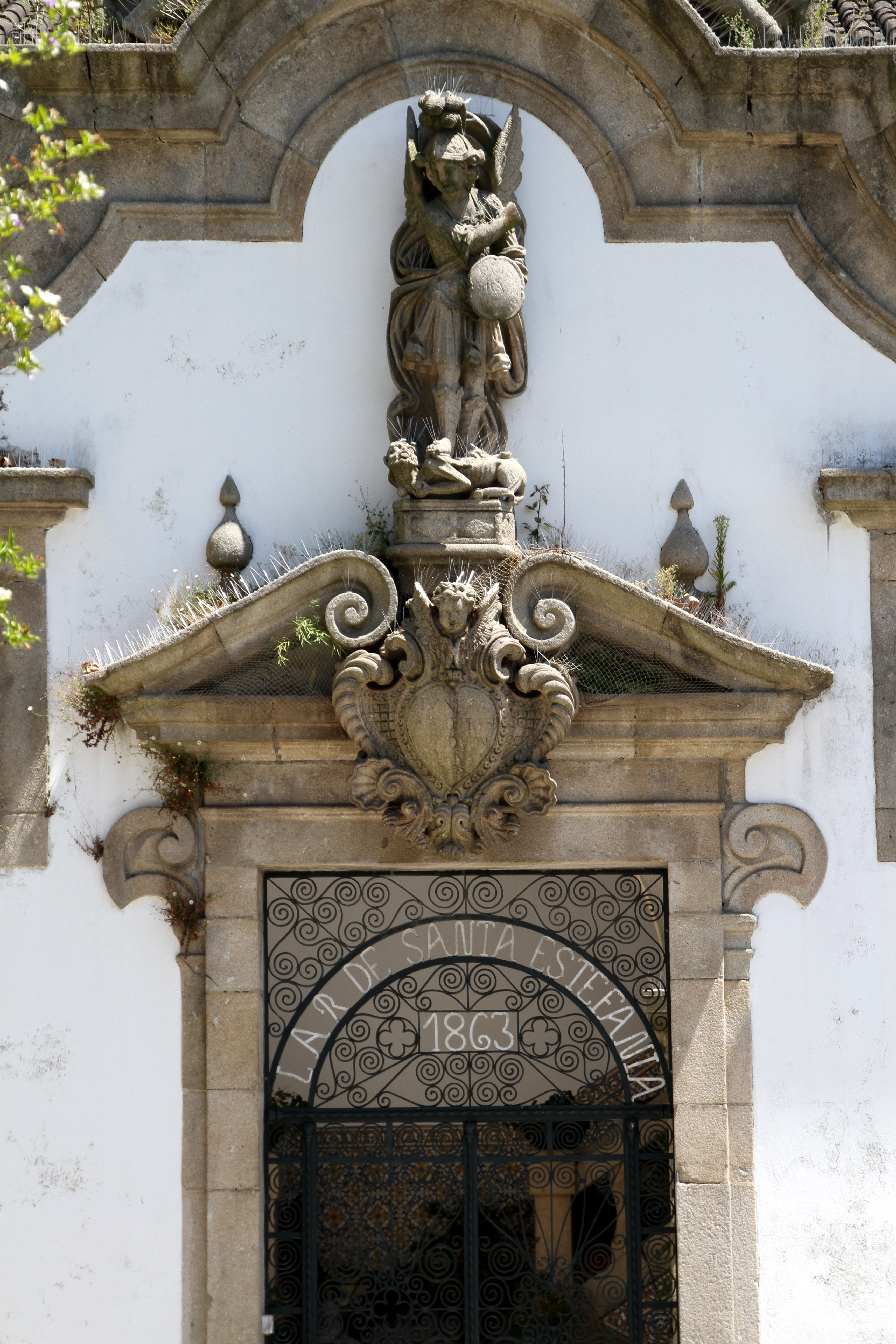
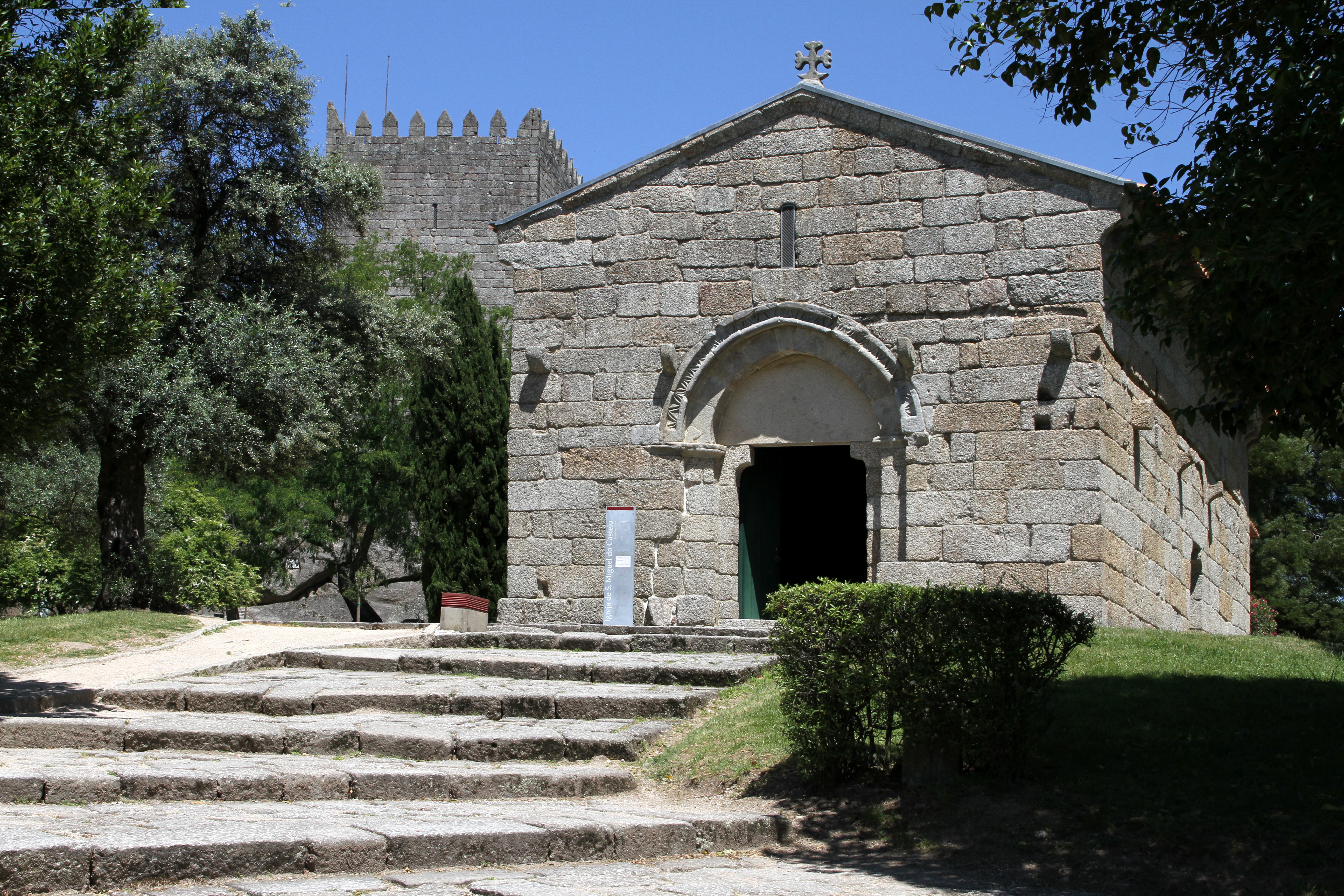
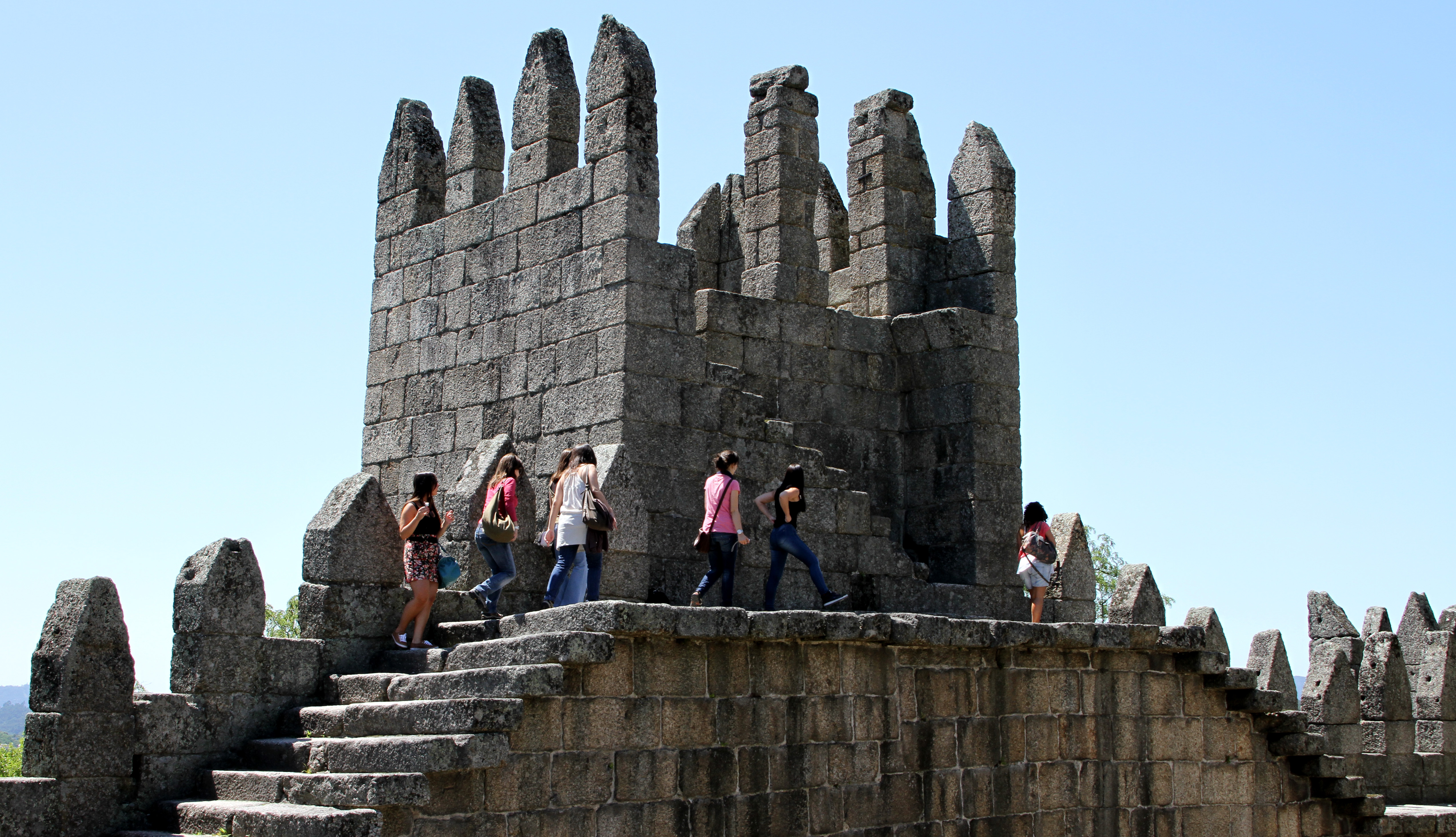
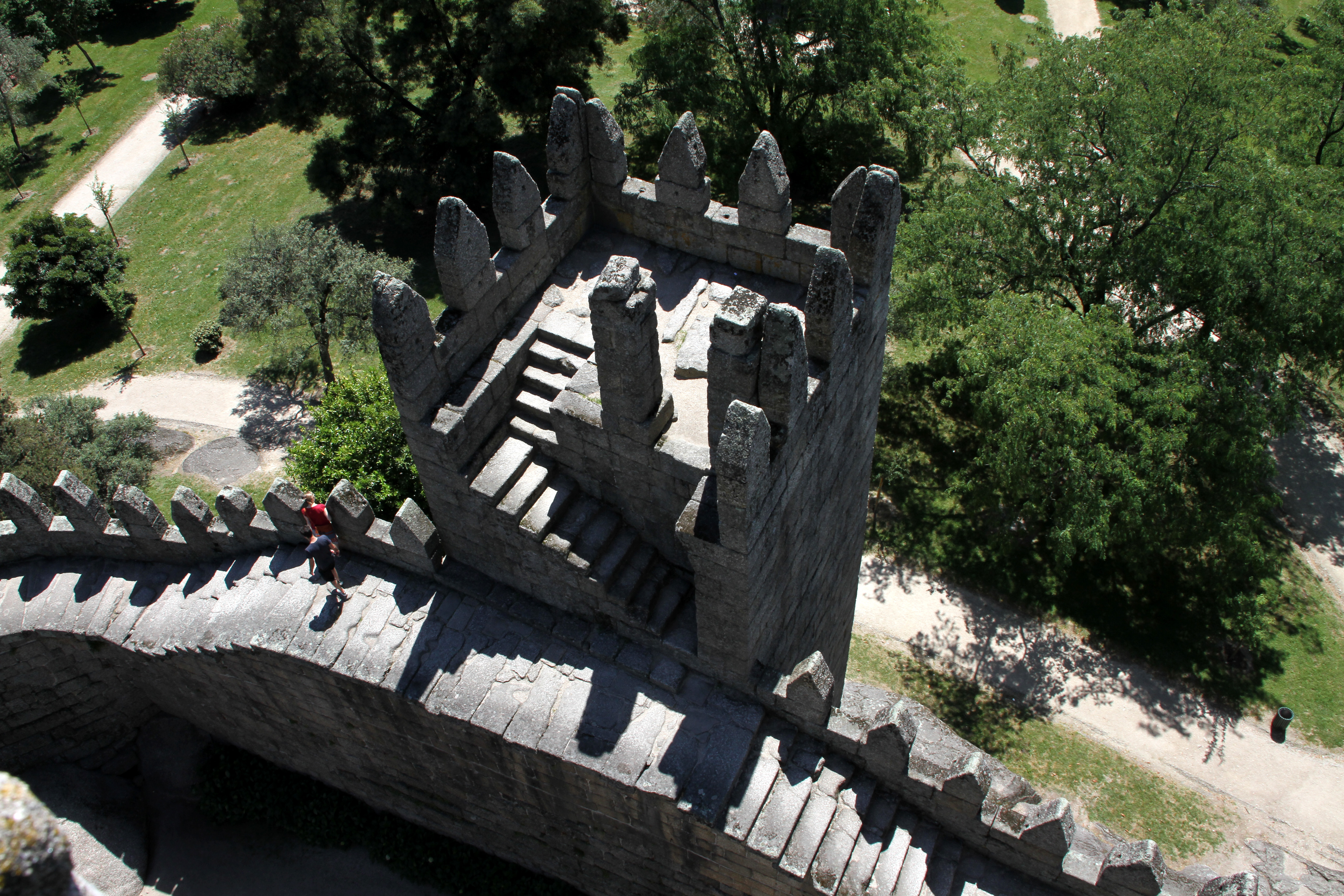
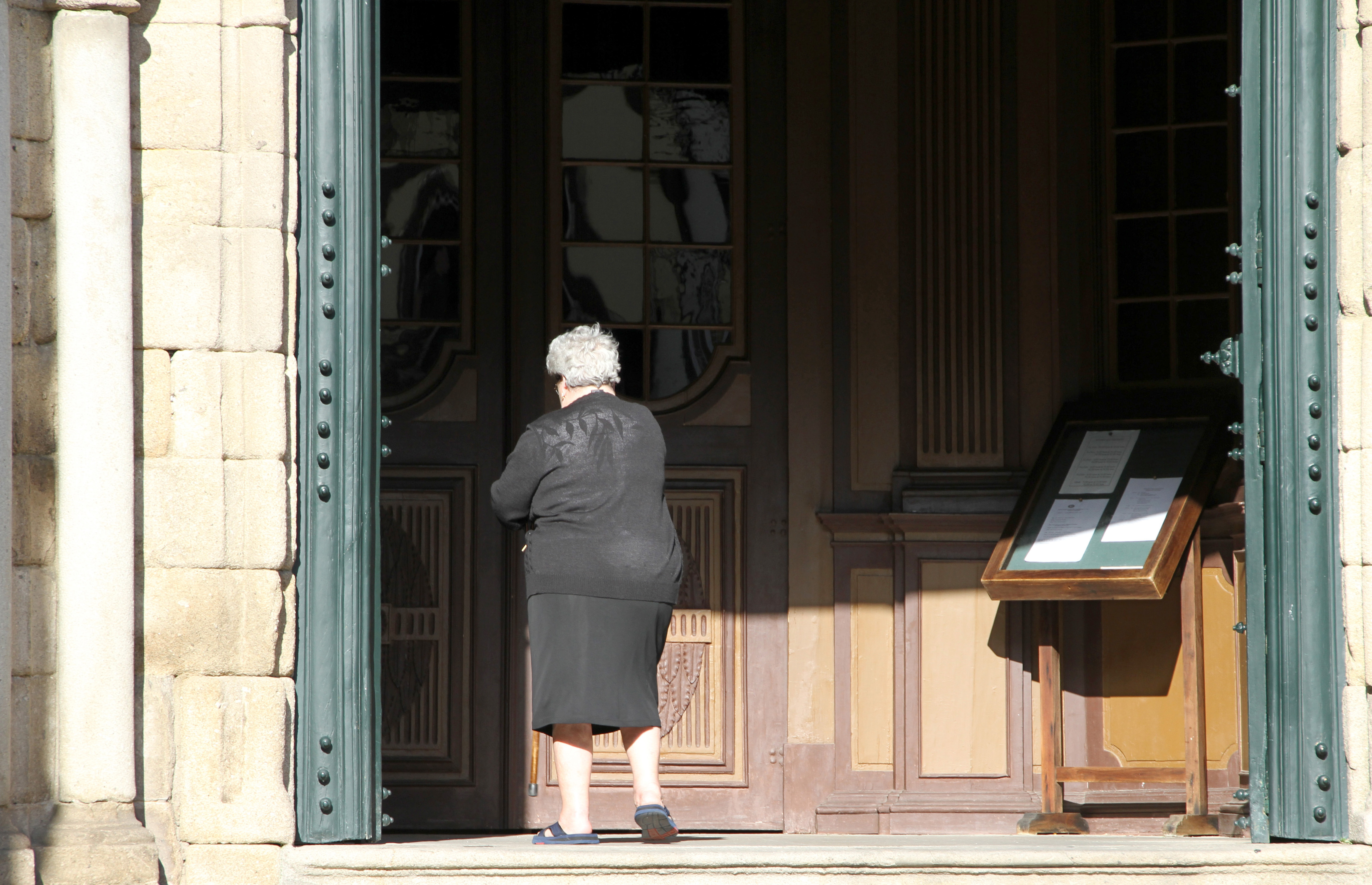
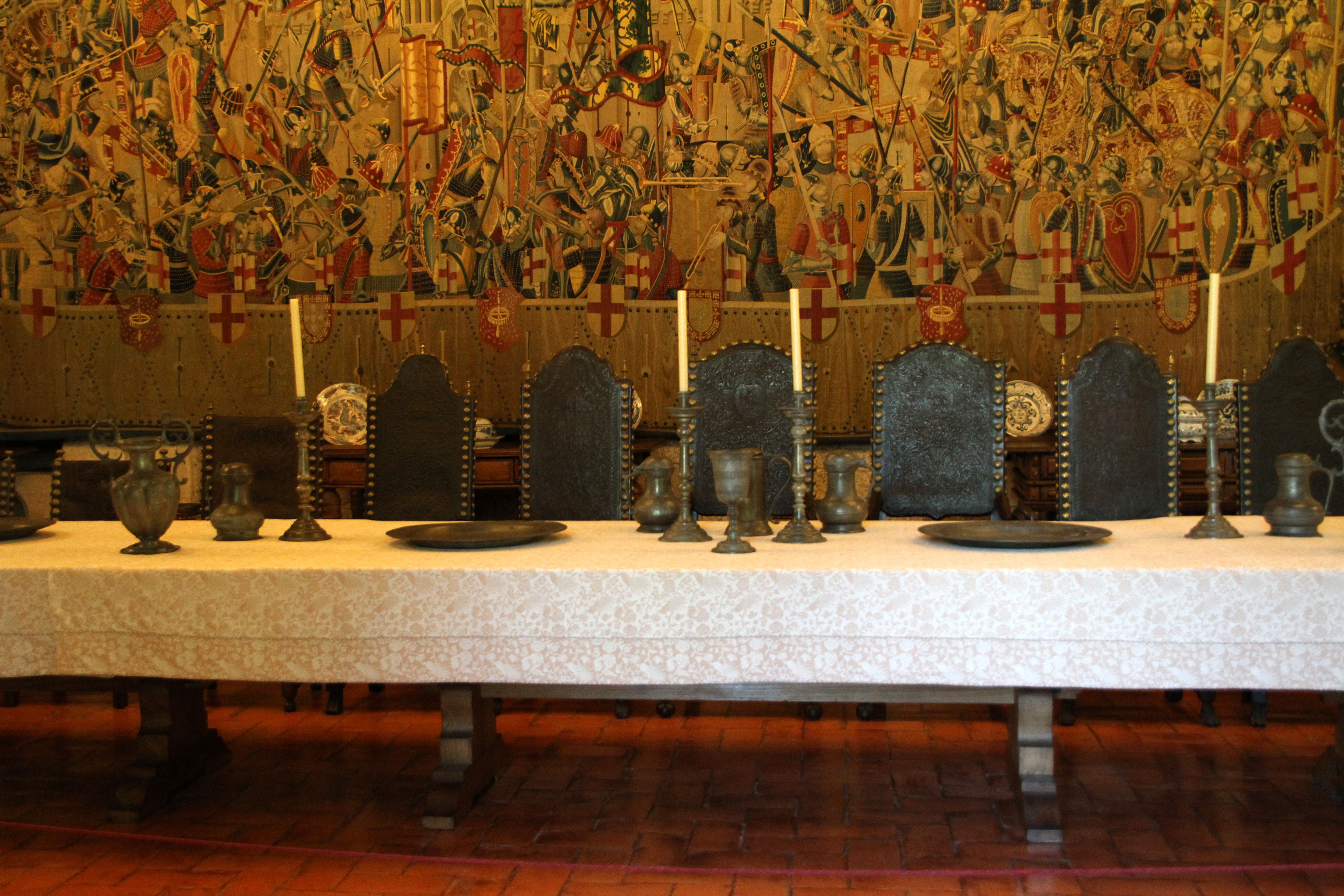

## 같이 보기
- 포르투갈의 역사